# Les Authieux-du-Puits
Les Authieux-du-Puits är en kommun i departementet Orne i regionen Normandie i nordvästra Frankrike. Kommunen ligger i kantonen Le Merlerault som tillhör arrondissementet Argentan. År 2022 hade Les Authieux-du-Puits 76 invånare.

## Befolkningsutveckling
Antalet invånare i kommunen Les Authieux-du-Puits
| Referens: INSEE |